# 沙赫德尼兹气田
沙赫德尼兹气田（有时受俄语影响亦译作沙赫杰尼兹），是阿塞拜疆最大的天然气田，亦是世界上最大的天然气田之一。意为“国王海”。位于里海南端的海底，距巴库海岸约70km，深约600米。气田面积约860平方公里。发现于1999年。起气藏延伸约140平方公里，形状类似曼哈顿岛。沙赫德尼兹气田的最高年产量可达到250亿立方米。
沙赫德尼兹气田是南高加索天然气走廊和塔纳普天然气管线的起点，该走廊旨在向欧盟国家提供额外替代俄罗斯的天然气。
气田由英国BP公司运营，该公司控股28.8%。其他控股方包括土耳其石油公司（19%）、阿塞拜疆国家石油公司（16.7%）、马来西亚国家石油（15.5%）、卢克石油（10%）及伊朗国家石油公司（10%）等。